# Prix Jules-et-Louis-Jeanbernat
Le prix Jules-et-Louis-Jeanbernat, de la fondation du même nom, est un ancien prix quinquennal de littérature, créé en 1923 par l'Académie française et « destiné à un jeune auteur français ».
Le prix a également été décerné au sein de l’Institut de France par l'Académie des sciences morales et politiques et l'Académie des sciences.
L’intitulé complet du prix est : Prix Jules et Louis Jeanbernat et Barthélémy de Ferrari Doria.

## Liste des lauréats
- 1923 : Louis Martin-Chauffier pour l'ensemble de son œuvre
- 1928 : Robert Garric pour Belleville
- 1933 : Robert Ricard pour La conquête spirituelle du Mexique
- 1938 : Jean Vial pour Le Maroc héroïque
- 1943 : Abbé Ernest Garnier pour Raid Aiglon
- 1954 : Jean-Pierre Babelon[4]
- 1968 : Clarisse Nicoïdski pour Le désespoir tout blanc
- 1974 : Françoise Gasparri pour L'Ecriture des Actes de Louis VI, Louis VII et Philippe Auguste[5]
- 2002 : Alain Tallon pour Conscience nationale et sentiments religieux en France au XVIe siècle
- 2007 : Marc Boninchi pour Vichy et l’ordre moral
- 2012 : Alexandre de Vitry pour L’invention de Philippe Murray
- 2020 : Marc-André Selosse et Céline Le Gall[6]